# Ђанела
Ђанела (итал. Giannella) је насеље у Италији у округу Гросето, региону Тоскана.
Према процени из 2011. у насељу је живело 225 становника. Насеље се налази на надморској висини од 4 м.